# كازوما ناغاي
كازوما ناغاي (باليابانية: 長井 一真) (مواليد 2 نوفمبر 1998) هو لاعب كرة قدم ياباني.

## وصلات خارجية
- كازوما ناغاي على موقع رابطة كرة القدم اليابانية للمحترفين (اليابانية)
- كازوما ناغاي على موقع قاعدة بيانات كرة القدم.إي يو (الإنجليزية)
- كازوما ناغاي على موقع Soccerway.com (الإنجليزية)
- كازوما ناغاي على موقع عالم كرة القدم.نت (الإنجليزية)